# Artemis Spanu
Artemis Spanu (grec. Άρτεμις Σπανού; ur. 1 stycznia 1993 w Rodos) – grecka koszykarka występująca na pozycji silnej skrzydłowej, obecnie zawodniczka BC Polkowice.
5 lipca 2017 została zawodniczką CCC Polkowice. 3 lipca 2019 po raz drugi w karierze dołączyła do zespołu z Polkowic.
16 czerwca 2020 zawarła umowę z Arką Gdynia. 11 sierpnia 2021 dołączyła ponownie do BC Polkowice.

## Osiągnięcia
Stan na 16 kwietnia 2023, na podstawie, o ile nie zaznaczono inaczej.

### NCAA
- Uczestniczka turnieju NCAA (2014)
- Mistrzyni:
  - turnieju konferencji Northeast (NEC – 2014)
  - sezonu zasadniczego konferencji NEC (2014)
- MVP turnieju NEC (2014)
- Debiutantka roku NEC (2011)
- Zaliczona do:
  - I składu:
    - NEC (2012)
    - debiutantek NEC (2011)

  - II składu NEC (2011)
- Liderka NCAA w zbiórkach 92013)

### Drużynowe
- Mistrzyni Polski (2018[9], 2021[10], 2022[11])
- Wicemistrzyni :
  - Hiszpanii (2016, 2017)
  - Grecji (2008)
  - Polski (2023)[12]
- 4. miejsce w EuroCup (2015)
- Zdobywczyni:
  - Pucharu Polski (2021[13], 2022[14], 2023[15])
  - superpucharu:
    - Hiszpanii (2015)
    - Polski (2020, 2021, 2022)[16][17][18]
- Finalistka pucharu:
  - Hiszpanii (2017)
  - Polski (2020)[19]

### Indywidualne
- MVP Pucharu Polski (2021)[13]
- Zaliczona do I składu pucharu Polski (2020)[20]

### Reprezentacja
- Mistrzyni Europy dywizji B:
  - U–20 (2012)
  - U–16 (2008)
- Brązowa medalistka mistrzostw Europy dywizji B:
  - U–20 (2011)
  - U–18 (2010)
- Uczestniczka mistrzostw:
  - świata (2010 – 11. miejsce)
  - Europy:
    - 2011 – 13. miejsce, 2015 – 10. miejsce, 2017 – 4. miejsce
    - U–20 (2013 – 9. miejsce)
    - U–16 (2007 – 15. miejsce, 2009 – 7. miejsce)
- MVP Eurobasketu dywizji B:
  - U–16 (2008)
  - U–20 (2011, 2012)
- Zaliczona do I składu mistrzostw Europy dywizji B:
  - U–16 (2008)
  - U–20 (2011, 2012)
- Liderka strzelczyń Eurobasketu U–18 dywizji B (2010)